# Patchi de Rima

## Patche di Rima
Patche di Rima para muitos é um dos mais destacados artista da atualidade guineense e é embaixador cultural e do turismo da Guiné Bissau.
Nascido na Guiné Bissau, muito cedo despertou a paixão pela música e no ano 2000 decidiu investir na sua carreira.
Em 2005 lançou o primeiro álbum discográfico a solo, “Genial amor”, com a editora Sons d’Africa.

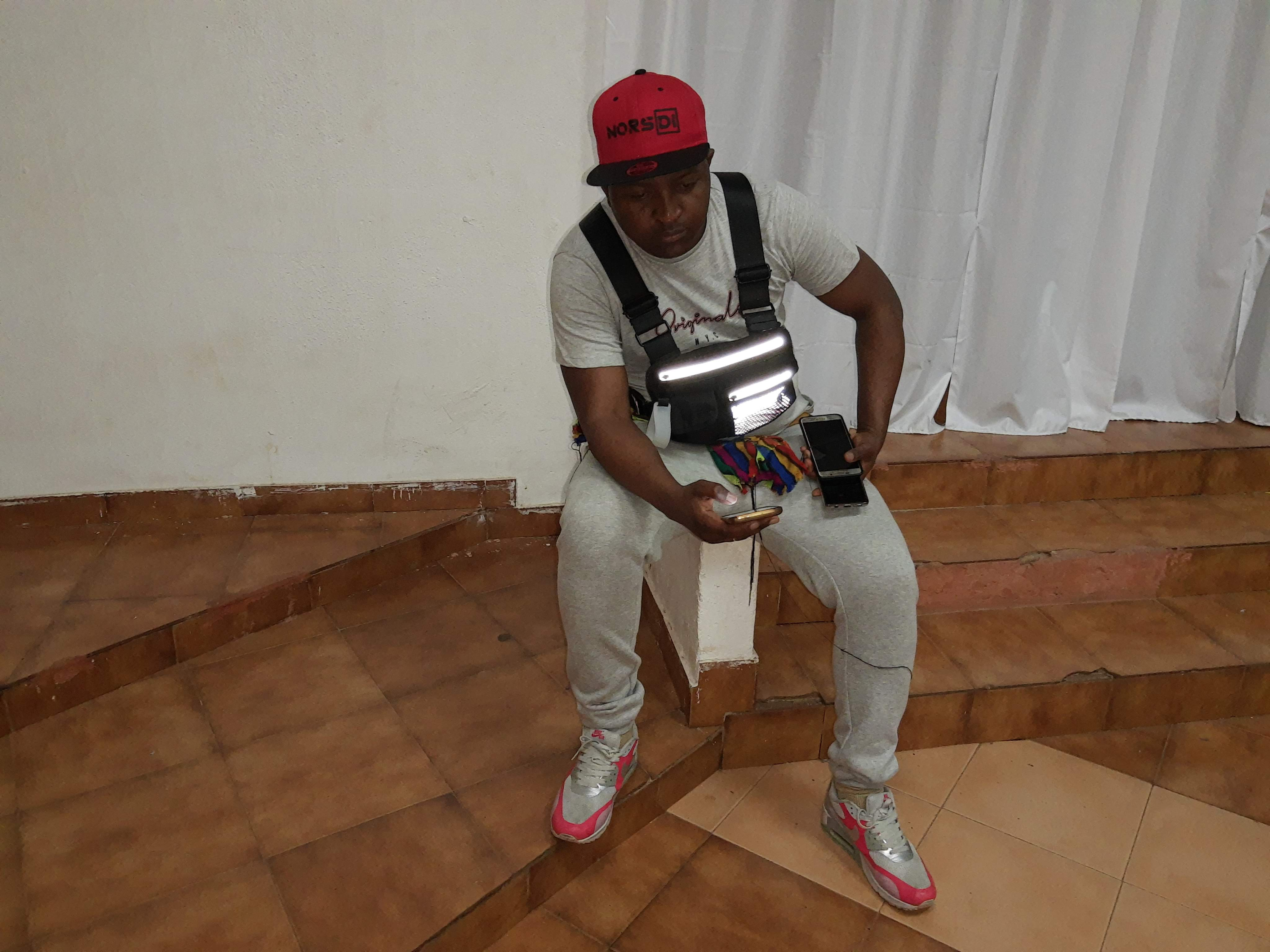
Patche di Rima momentos antes a entrevista com média Cap-GB

Em 2014 foi distinguido com um Disco de Ouro, pelo álbum “Rendez-Vous de Siko”, projeto que esgotou no mercado, com mais de 10 mil cópias vendidas.
O músico ainda participou em várias coletâneas musicais a nível dos PALOP.
Em 20 anos de carreira, Patche di Rima produziu e editou vários projetos de compilações musicais, onde se destacam “Guiné no Coração”, em 2006,  e “Projecto Horizonte”, em 2008.
Além de  músico  é  empreendedor na indústria criativa, faz inúmeras publicidades, foi várias vezes animador e compositor da campanha nacional sobre a prevenção de doenças e em defesa da paz e dos direitos humanos. É fundador das produtoras Agência Guineense de Imagem  (AGI)  e GUIGUY RECORDS, em 2010. Esteve entre as 16 figuras mundiais que participaram da campanha internacional da paz em Nova Iorque.
A carreira de Patche di Rima conta com três álbuns ao longo de 20 anos, nomeadamente o “Genial do amor”, de 2005, o “Rendez-vous de Sikó”, de 2011, com o qual ganhou o “Disco de Ouro” e o álbum “Maratona de Amor”, de 2019.  
Em 2022, celebrou os 20 anos de carreira, com um concerto em Portugal que contou com a participação de alguns artistas de renome como Karyna Gomes, Maio Cope, Kim Djabaté e Grace Évora.
O concerto teve em foco a “Guinendadi” celebrando ritmos tradicionais guineenses como o Gumbé, a Tina e o Singa. Lançou este ano, o seu quarto álbum a solo “Terapia do Amor”, depois de “Genial Amor”; “Rendez-vous de Siko”; e “Maratona de Amor”.
Recentemente, desenvolveu um trabalho de valorização das canções Mandjuandadi, canções de organizações matriarcais guineenses com estruturas e regras de funcionamento próprias.

### BIOGRAFIA
Apatche Liga Có nasceu na Guiné-Bissau. Cedo sentiu a paixão pela música, mas tudo começou a tomar rumo no ano 2000. Em 2003 venceu o Festival da Música Nacional. Em 2014 foi distinguido com Disco de Ouro, graças ao seu álbum “Rendez-vous de Siko” [2011], com a venda de dez mil (10.000) cópias. Nos 20 anos da carreira musical, Patche di Rima produziu e editou vários projetos de compilações musicais, com destaque a “Guiné no Coração” [2006] e “Projeto Horizonte” [2008].
Lançou o seu primeiro álbum discográfico a solo “Genial Amor” com a editora Sons d’África, em 2005.  O jovem músico conta com várias participações em coletâneas musicais a nível dos Países Africanos de Língua Oficial Portuguesa. Para além do Best Of, em fevereiro de 2019 brindou os seus fãs com o novo álbum “Maratona de Amor”. Em 2020 gravou o hino dos 50 anos do PARIS SAINT GERMAIN, com a grande multinacional francesa UNIVERSAL MUSIC FRANCE.
O músico e empreendedor na indústria criativa, merchandaising, brindes publicitário e comunicação, foi várias vezes animador e compositor da campanha nacional sobre a prevenção de várias doenças e em defesa da paz e dos direitos humanos com destaque ao tema “Paz pa Guiné-Bissau”. É fundador da produtora Agência Guineense de Imagem  (AGI) e GUIGUY RECORDS em 2010. Fez parte das 16 figuras mundiais que deram a cara à mensagem para o dia internacional da PAZ em NOVA YORK.

## Referencias
1. ↑  Bantumen, Bantumen Revista (20 de outubro de 2022). «Patchi De Rima». Bantumen. Consultado em 19 de abril de 2025
2. ↑  Odemocrata (3 de setembro de 2022). «PATCHE DI RIMA CELEBRA VINTE ANOS DE CARREIRA COM UM DISCO DE OURO NO SEU "BARKAFON"». Odemocrata. Consultado em 4 de abril de 2025